# George Tucker
George Tucker (n. 20 august 1775, Bermuda, Teritoriile britanice de peste mări, Regatul Unit – d. 10 aprilie 1861, Virginia, SUA) a fost un avocat și politician american.
El a fost al doilea fiu al lui Daniel și Elizabeth Tucker, care erau veri distanți. Daniel și frații săi au stabilit un parteneriat comercial cu o companie de transport maritim către America, Newfoundland și Indiile de Vest. Daniel a fost, de asemenea, fondator și primar al Hamilton, Bermuda. 